# Rudolf Beran
Rudolf Beran (Pracejovice, 28 dicembre 1887 – Leopoldov, 23 aprile 1954) è stato un politico cecoslovacco, primo ministro della Cecoslovacchia e successivamente (dopo l'invasione nazista) del Protettorato di Boemia e Moravia dal 1º dicembre 1938 al 27 aprile 1939.

## Biografia
Esponente di spicco del Partito Agrario sin dal 1933, venne chiamato dal presidente Emil Hácha a sostituire il primo ministro Jan Syrový, il quale si era dimesso a seguito della conferenza di Monaco che sanciva la fine della Prima Repubblica cecoslovacca e la cessione della regione dei Sudeti alla Germania.
Dopo l'invasione nazista della Cecoslovacchia Hitler istituì un protettorato su quanto rimaneva dello Stato cecoslovacco nominando Konstantin von Neurath governatore (Reichsprotektor).
In un primo momento von Neurath lasciò Beran al suo posto ma dopo circa un mese dall'invasione nazista lo sostituì con Alois Eliáš.

## La fine dell'occupazione nazista della Cecoslovacchia
Durante la seconda guerra mondiale Beran – che si era ritirato a vita privata dedicandosi alla propria fattoria – ebbe numerosi contatti con la Resistenza ceca. Nonostante ciò, dopo la fine del Terzo Reich e la liberazione della Cecoslovacchia venne arrestato dalle autorità comuniste ed accusato di collaborazionismo.
Condannato a 20 anni di carcere morirà nella prigione di Leopoldov nel 1954.